# Kamionka (Pasmo Lubomira i Łysiny)
Kamionka (620 m) – szczyt w Paśmie Lubomira i Łysiny, które według Jerzego Kondrackiego należy do Beskidu Wyspowego. Na mapach pasmo to czasami zaliczane jest do Beskidu Makowskiego.
Kamionka znajduje się w południowym zakończeniu grzbietu, który odbiega od Łysiny w południowym kierunku poprzez Patryję do doliny Raby. Na szczycie Kiczory grzbiet rozgałęzia się na dwie odnogi; jedna opada w południowo-zachodnim kierunku do doliny Raby, druga biegnie do Kamionki, zmienia na niej kierunek na zachodni i też opada do doliny Raby. Pomiędzy tymi odnogami głęboką doliną spływa Świątków Potok. Północne stoki Kamionki opadają do potoku Mała Suszanka (dopływ Suszanki).
Kamionka jest zalesiona, ale na jej północnych stokach znajdują się duże polany. Grzbietem biegnie znakowany szlak turystyczny

## Szlak turystyczny
Lubień – Kamionka – Łysina.